# Praomys
Praomys is een geslacht van knaagdieren uit de muizen en ratten van de Oude Wereld dat voorkomt in Afrika ten zuiden van de Sahara. Ze leven in allerlei bos- en struikgebieden. Dit geslacht behoort tot de Stenocephalemys-divisie, samen met Heimyscus, Hylomyscus, Mastomys, Myomyscus en Stenocephalemys. De morfologische grenzen tussen veel van deze geslachten zijn vaak onduidelijk en er worden nog geregeld soorten van het ene naar het andere geslacht verplaatst. Praomys is in zijn huidige vorm waarschijnlijk geen natuurlijke groep. Volgens genetische gegevens vormen de daltoni-, jacksoni- en tullbergi-groepen geen natuurlijke groep (klade); de delectorum- en lukolelae-groepen zijn niet geanalyseerd. Van dit geslacht zijn fossielen bekend sinds het Vroeg-Plioceen. Er zijn verschillende fossiele soorten bekend uit Noord-Afrika, zoals Praomys skouri en Praomys darelbeidae.

## Kenmerken
Het geslacht bevat weinig gespecialiseerde ratten met een korte, zachte vacht, lange, ronde oren en een lange staart. De kop-romplengte bedraagt 9 tot 15 cm, de staartlengte 10 tot 17 cm, het gewicht 30 tot 50 gram. Het zijn alleseters; ze eten ongewervelden, fruit, zaden en bladeren.

## Soorten
Er zijn ongeveer dertien soorten:
- Praomys coetzeei (Angola)[4]
- Praomys daltoni (Senegal tot Zuidwest-Soedan) (vroeger in Myomys geplaatst)
- Praomys degraaffi (Burundi, Rwanda en Oeganda)
- Praomys hartwigi (bergen van West-Kameroen)
- Praomys jacksoni (Midden-Nigeria tot Zuid-Soedan, Zambia en Noordoost-Angola)
- Praomys minor (Lukolela in het midden van Congo-Kinshasa)
- Praomys misonnei (noorden en oosten van Congo-Kinshasa)
- Praomys morio – Harlekijnbosmuis(Mount Cameroon in Kameroen; Bioko)
- Praomys mutoni (Batiabongena in het noorden van Congo-Kinshasa)
- Praomys obscurus (Zuidoost-Nigeria)
- Praomys petteri (Zuid-Kameroen, Zuid-Centraal-Afrikaanse Republiek en Zuid-Congo-Brazzaville)
- Praomys rostratus (Guinee tot Ivoorkust)
- Praomys tullbergi (Gambia tot Noordwest-Kenia en Noordwest-Angola)

Congomys, Mastomys, Montemys, Myomyscus en Hylomyscus, vroeger wel als ondergeslachten van Praomys beschouwd, zijn nu aparte geslachten.
Abditomys · 
Abeomelomys · 
Aethomys · 
Anisomys · 
Anonymomys · 
Apodemus · 
Apomys · 
Archboldomys · 
Arvicanthis · 
Baiyankamys · 
Baletemys · 
Bandicota · 
Batomys · 
Berylmys · 
Brassomys · 
Bullimus · 
Bunomys · 
Canariomys · 
Carpomys · 
Chingawaemys · 
Chiromyscus · 
Chiropodomys · 
Chiruromys · 
Chrotomys · 
Coccymys · 
Colomys · 
Congomys · 
Conilurus · 
Coryphomys · 
Crateromys · 
Cremnomys · 
Crossomys · 
Crunomys · 
Dacnomys · 
Dasymys · 
Dephomys · 
Desmomys · 
Diomys · 
Diplothrix · 
Echiothrix · 
Eropeplus · 
Frateromys · 
Golunda · 
Gracilimus · 
Grammomys · 
Hadromys · 
Haeromys · 
Halmaheramys · 
Hapalomys · 
Heimyscus · 
Hybomys · 
Hydromys · 
Hylomyscus · 
Hyomys · 
Hyorhinomys · 
Kadarsanomys · 
Komodomys · 
Lamottemys · 
Leggadina · 
Lemniscomys · 
Lenomys · 
Lenothrix · 
Leopoldamys · 
Leporillus · 
Leptomys · 
Limnomys · 
Lorentzimys · 
Macruromys · 
Madromys ·
Malacomys · 
Mallomys · 
Malpaisomys · 
Mammelomys · 
Margaretamys · 
Mastacomys · 
Mastomys · 
Maxomys · 
Melasmothrix · 
Melomys · 
Mesembriomys ·
Micaelamys · 
Microhydromys · 
Micromys · 
Millardia · 
Mirzamys · 
Montemys · 
Mus · 
Musseromys · 
Mylomys · 
Myomyscus · 
Nesokia · 
Nilopegamys · 
Niviventer · 
Notomys · 
Ochromyscus · 
Oenomys ·
Otomys · 
Palawanomys · 
Papagomys · 
Parahydromys · 
Paraleptomys · 
Paramelomys · 
Parotomys · 
Paucidentomys · 
Paulamys · 
Pelomys · 
Phloeomys · 
Pithecheir · 
Pithecheirops · 
Pogonomelomys · 
Pogonomys · 
Praomys · 
Protochromys · 
Pseudohydromys · 
Pseudomys · 
Rattus · 
Rhabdomys · 
Rhynchomys · 
Saxatilomys ·
Serengetimys ·
Solomys · 
Sommeromys · 
Soricomys · 
Spelaeomys · 
Srilankamys · 
Stenocephalemys · 
Stochomys · 
Sundamys · 
Taeromys · 
Tarsomys · 
Tateomys · 
Thallomys · 
Thamnomys · 
Tokudaia · 
Tonkinomys ·
Tryphomys · 
Typomys · 
Uromys · 
Vandeleuria · 
Vernaya · 
Xenuromys · 
Xeromys · 
Zelotomys · 
Zyzomys